# Bradypodion occidentale
Bradypodion occidentale (намаквалендський карликовий хамелеон) — вид ігуаноподібних ящірок родини хамелеонових (Chamaeleonidae). Мешкає в Південно-Африканській Республіці і Намібії.

## Поширення і екологія
Намаквалендські карликові хамелеони мешкають на західному узбережжі ПАР та на південному заході Намібії, від Мелькбосстранда до Людерица. Вони живуть в незайманих заростях страндвельду на узбережжі і сукулентного кару в глибині країні (на далі, ніж за 100 км від узбережжя), а також в реностервельді на півдні ареалу.